# 오사와 게이지
오사와 게이지(일본어: 大沢 啓二, 1932년 3월 14일~2010년 10월 7일)는 일본의 전 프로 야구 선수이자 야구 지도자, 야구 해설가·평론가이다. 가나가와현 후지사와시 출신이며 현역 시절 포지션은 외야수였다.
성은 구자체(大澤)로도 표기한다. 본명은 오사와 아키라(大沢 昭), 구 등록명은 오사와 마사요시(大沢 昌芳)이다.

## 인물

### 학창 시절
1932년 3월 14일 가나가와현 가타세에서 태어나 맏형 기요시, 둘째 형 기미오의 영향도 있어서 야구를 시작하게 됐다. 야구 외에 스모, 육상 등 다른 스포츠에서도 뛰어난 실력을 가졌다. 학창 시절에는 장난기가 있을 정도의 성격이 있었다. 1945년, 구제 중학교인 히라쓰카 공업학교에 입학했으나 학교 안팎에서 폭력 사건을 자주 일으키는 데다 현지에서 자신보다 나이가 많은 깡패 기질이 있는 사람을 상대로 싸움을 일으키는 등 경찰이 찾아올 정도의 구설수에 오른 적이 있어 이 일로 인해 퇴학당했다. 그 후 2년 간 진주군에서 일하고 있었다. 1947년 4월에 맏형이자 주부니혼군 소속 프로 야구 선수였던 기요시의 주선으로 맏형의 모교인 가나가와 현립 상공고등학교에 2학년으로 재입학했다. 맏형의 간곡한 설득한 끝에 이때부터 본격적으로 야구에 몰두하기로 결심했다.
1학년 때 하계 고시엔 가나가와현 대회(전국 고등학교 야구 선수권 가나가와 대회) 예선 결승에서 사사키 신야가 소속된 쇼난 고등학교에게 패했는데 이 해의 쇼난 고등학교는 고시엔 대회(제31회 전국 고등학교 야구 선수권 대회)에서 전국 제패를 달성했다. 2학년 때인 1950년 여름에 팀의 에이스로 활약하여 가나가와현 대회에서 승리하여 우승해, 학교 창설 이래 처음으로 고시엔 대회 출전을 이뤘다. 1차전에서는 센다이 제1고등학교(미야기현)에게 대승을 거두었지만 2차전에서는 우쓰노미야 공업고등학교(도치기현)의 간다 마사오(훗날 다이요 웨일스에 입단), 요시나리 다케오의 배터리에 막혀 패했다. 같은 해 추계 간토 대회 가나가와현 예선에서 결승에 진출했지만 쇼난 고등학교의 에이스였던 모로키 스케히로에게 막혀 팀은 탈락했다.
3학년이던 1951년에는 하계 고시엔 대회 가나가와현 예선 2차전에서 즈시카이세이 고등학교와 맞붙었는데, 이 경기에서 자신있게 던진 스트라이크를 볼로 판정을 받거나 확실히 세이프하다고 생각한 터치 플레이를 두 번이나 아웃당하는 등 구심의 판정에 불복했다. 경기는 연장전으로 넘어가면서 막판에는 밀어내기 볼넷으로 끝내기 패배를 당했다. 분이 풀리지 않은 오사와는 경기 종료 후 구장 화장실에서 우연히 주심을 만나 다른 동료 선수 한 명과 함께 대뜸 주심을 향해 발로 걷어차는 등의 폭행을 저질러 가나가와 상공고등학교 야구부는 1년 간 출전 정지 징계를 받는 수모를 겪어야만 했다. 훗날 오사와에게서 피해를 당한 주심이 자택을 방문하여 자신이 릿쿄 대학 경식 야구부 선배라고 밝힌 뒤 “릿쿄 대학에는 자네처럼 야구를 잘하면서도 승부 근성과 운동 능력이 있는 선수가 반드시 필요하다”라고 말해 스카웃 됐다.
체육특기생 추천을 받고 릿쿄 대학 문학부에 진학하여 도쿄 6대학 야구 리그에는 1학년 춘계 리그전부터 외야수로서 출전했지만 직후에 시마오카 기치로 메이지 대학 감독이 ‘출신 고교가 1년 간 출전 정지 처분을 받고 있는 와중에 오사와가 출전한 것 자체가 이상하다’라며 이의를 제기했고, 그 결과 모교인 가나가와 상공고등학교의 징계가 해제될 때까지 그 사이에 오사와도 출전 정지 처분을 받았다. 1953년 춘계 리그에서는 에이스 고지마 구니카즈(훗날 도쿄 가스에서 활약)를 이끌고 우승을 경험했다. 같은 해 전일본 대학 야구 선수권 대회에서도 결승전에서는 아나부키 요시오 등이 소속된 주오 대학을 누르고 첫 우승을 장식했다. 그 후에는 메이지 대학, 와세다 대학의 ‘양강 시대’가 되면서 우승에는 이르지 못했다. 리그 통산 94경기에 출전하여 314타수 80안타, 타율 0.255, 2홈런, 32타점을 기록했고 베스트 나인을 두 차례나 차지했다. 3학년이던 1954년 추계 리그인 도쿄 대학과의 경기에서는 좌익수로서 좌익 땅볼이라는 보기 드문 기록을 남겼다. 상대 타자 하라다 야스오가 좌익수 앞으로 안타성 타구를 날렸는데 오사와는 정위치보다 약간 앞에서 지키고 있던 터라 타구를 원바운드로 잡아내자마자 곧바로 1루로 송구하여 타자 주자를 아웃시켰다.
대학 동기로는 호사카 유키나가, 후루타 마사유키, 1년 후배인 아즈마 미노루, 호리모토 리쓰오, 야토 다카오, 2년 후배로는 훗날 ‘릿쿄 3인방’이라고 불리는 나가시마 시게오, 스기우라 다다시, 모토야시키 긴고 등이 있었다.
당시 릿쿄 대학 감독인 스나오시 구니노부는 연습에서 실수를 하는 부원에게 방망이로 머리를 내리쳐서 고막이 터지도록 구타했고 스파이크가 달린 신발로 허벅지에 피가 나올 정도로 걷어차는 등 과격할 정도의 폭력적인 훈련 방식을 일삼았다. 오사와는 이러한 스나오시의 훈련 방식에 견디지 못한 나가시마, 스기우라 등의 하급생들로부터 ‘감독이 그만두든지, 아니면 우리가 그만두든지 둘 중 하나’라고 간청했다. 오사와는 스나오시를 직접 만나 스기우라를 비롯한 하급생들의 의견을 피력했지만 스나오시는 “내가 반성할 필요가 어디 있어? 너희들이 같이 야구를 그만둬도 상관없어. 나는 내 방식을 바꾸지 않겠다”라고 거절했다. 하지만 얼마 지나지 않아 OB회를 통해서 스나오시는 감독직에서 사임하게 됐는데 이로써 오사와는 “‘스나오시 감독 배척 운동’의 주모자”라는 꼬리표를 달게 됐다.
하지만 오사와는 훗날 “젊은 객기라해도 내가 한 행동은 은사에게 취할 만한 것은 아니었다”라고 반성했다. 스나오시와는 훗날 앙금은 없어졌다고 하며 1992년 말에는 오사와가 직접 앞장서서 야구부 OB들을 모아놓고 스나오시를 위한 모임을 개최했다.

### 프로 야구 선수 시절
1956년에 릿쿄 대학 문학부를 졸업하고 그해 난카이 호크스에 계약금 400만 엔, 연봉 120만 엔으로 입단했다. 대학 3학년 때부터 난카이를 비롯해 다이에이 스타스, 고쿠테쓰 스왈로스 등의 여러 프로 구단으로부터 입단 제의를 받았지만 4학년 때 난카이 감독인 쓰루오카 가즈토로부터 “이봐, 오사와. 난카이 호크스는 아무래도 일본 최고의 팀이 될 수 없다. 거기서 자네와 나가시마, 스기우라까지 세 명의 힘을 빌리고 싶다. 나를 사나이로 만들어달라”라고 말하여 오사와는 ‘나를 사나이로 만들어달라’라는 말에 감명받아 난카이에 입단하기로 결심했다.
동시에 오사와는 나가시마, 스기우라와 함께 이 부분에 관해서 이야기를 나눴는데 두 사람은 졸업 후 선배가 있는 난카이에 입단하겠다고 약속했다. 난카이 전철의 터미널 바로 앞에 위치한 난바 구장에 깊은 인상을 받은 나가시마 쪽이 오히려 적극적이었다. 오사와는 난카이 입단 후 아직 학교에 다니고 있는 두 사람을 에워싸는 의미의 ‘영양비’라는 명목으로 매달 2만 엔을 주고 있었는데 이 돈은 쓰루오카에게서 나온 것이었다. 하지만 나가시마는 4학년 때 갑자기 태도를 바꿔 요미우리 자이언츠에 입단하겠다고 결심했다. 이에 체면이 구긴 오사와는 분노했고 쓰루오카와 함께 나가시마를 도쿄에 있는 작은 초밥집으로 불러내서 속내를 묻자, 나가시마는 ‘제발 요미우리에 입단시켜달라’며 무릎을 꿇고 눈물을 흘렸다고 한다. 허를 찔린 오사와는 잠시 움찔했지만 위에서 말한 경위와 쓰루오카가 보는 앞에서 ‘이 한심한 인간아, 어떻게 지금 그런 식으로 말을 할 수 있는건가’라고 말했지만 쓰루오카는 오사와에게 ‘이제 그만해’라고 말하며 제지했다. 쓰루오카는 조용히 “나가시마, 너한텐 인연이 없었구나”라고 덧붙이며 나가시마의 어깨를 토닥이고는 바로 자리를 떴다. 쓰루오카에 대한 오사와의 존경과 충성심은 절대적인 반면 나가시마에 대한 불신감은 오랫동안 지속됐다. 또한 오사와는 나가시마처럼 스기우라도 마음이 바뀔 것을 우려하여 스기우라를 만나는데 스기우라는 “나를 그런 사람으로 보이는가, 약속대로 난카이 호크스에 입단하겠다”라고 대답하여 오사와를 안심시켰다.
프로 선수로서는 두뇌적인 수비로 이름을 떨쳤는데 1년째부터 주전 좌익수 자리를 차지하여 85경기에 선발 출전했다. 비록 규정 타석에는 채우지 못했지만 같은 해 올스타전에도 출전했다. 1958년, 원래 1루수였던 하세가와 시게오가 외야에 전념하면서 주전 1루수 자리를 놓고 경쟁했기 때문에 내야수로도 기용됐다. 그해에는 2루수로서 11경기에, 3루수, 유격수로서 각각 4경기에 선발 출전했다. 1959년에는 외야수 준주전으로서 리그 우승에 힘을 보탰고 과거 네 차례의 맞대결에서 매번 고배를 마신 요미우리 자이언츠와의 일본 시리즈에서는 4연투 4연승으로 주목받고 있는 스기우라에게 양보하여 공수에서 막강한 활약을 보인 난카이를 창단 첫 일본 시리즈 우승에 기여했다. 미도스지 퍼레이드에서 팬들의 성원에 눈물로 답례하고 있는 쓰루오카의 모습을 지켜본 오사와는 ‘남자의 약속’을 이뤄내는 만족감에 젖었다.
일본 시리즈 1차전에서는 5타수 2안타 1타점을 기록하면서도 2차전 이후에는 중견수 하세가와 시게오를 대신해서 경기 후반에 대수비로 교체 투입됐다. 타자의 성향에 따라 수비 위치를 수시로 바꾸는 등 현재로서는 당연해진 플레이를 선보였고 요소요소에서 보여준 호수비로 요미우리의 반격을 끊어내고 팀의 4연승에 크게 기여했다. 특히 3차전에서는 7회말에 선두 타자 나가시마 시게오의 우중간으로의 큰 타구를 잡아내는 예리한 판단을 내렸다. 게다가 9회말에는 요미우리에게 동점으로 쫓기면서 또다시 1사 2·3루의 안타 한 방이면 끝내기 패배가 될 수도 있다는 위기 상황에서 모리 마사히코의 좌중간으로 살짝 얕은 라이너성 타구를 또다시 예리한 판단력으로 잡아냈고 홈으로 향하는 3루 주자 히로오카 다쓰로를 아웃시키는 등 연이은 호수비를 선보였다. 실제 경기 사진을 확인해보면 오사와는 20m 이상의 수비 위치를 이동시킨 것을 알 수 있다. 이러한 수비 위치 변경에 대해 전력분석원이었던 오와리 히사쓰구가 요미우리를 분석한 ‘오와리 메모’의 존재가 지적되는 경우가 있는데 오사와는 ‘메모의 내용을 몰랐다’고 부인하며 자신의 직감으로 움직였다고 말했다. 또한 나중에 공개된 메모의 내용과 오사와의 수비를 대조하여 메모와 다른 판단을 내린 것으로 밝혀졌다. 일본 시리즈 종료 후 평소에 선수들을 칭찬하지 않는 쓰루오카가 ‘오사와, 정말 잘했어’라고 말했고 니시테쓰의 미하라 오사무 감독은 “MVP를 차지한 스기우라는 부상으로 중형차를 받았는데 스기우라의 호투를 보이지 않게 도와준 오사와에게도 소형 자동차를 줘야 한다고 생각한다”라고 말했다.
짜임새가 있는 스텝의 포구하는 스타일이라면 ‘게 모양으로 달리는 포구’라는 말을 주변에서 들은 적이 있었다. 또 우전 안타성 타구를 일부러 빠뜨린 척 하면서 펜스를 향해 달려가 정확한 송구로 2루에서 주자를 잡아내는 속임수 플레이를 펼쳤다.
오사와는 1965년에 난카이에서 뛰면 근속 10년째가 되어 10년 선수 제도에 의해서 혜택을 받을 수 있는 자격이 주어졌지만 구단측은 오사와에게 보너스를 지급하지 않았고 1964년 시즌 오프에 갑자기 구단측에서 오사와에게 현역 은퇴와 스카우트 전직을 제의했지만 오사와는 이에 반발하여 거절했고, 선수 생활을 계속하기로 했다. 그 때 도쿄 오리온스의 구단주인 나가타 마사이치로부터 “계속 선수 생활을 해주었으면 좋겠고 그 후에는 코치로서 팀을 재건해 주었으면 한다. 침체된 팀에 ‘난카이 정신’을 심어줬으면 하는 바램이다”라는 입단 제의를 받은 것에 감명받아 도쿄로 이적하여 이듬해인 1965년에는 도쿄에서 활약했다.

### 은퇴 후

#### 롯데 오리온스 감독(1971년 시즌 도중~1972년)
1965년, 33세의 나이로 현역에서 은퇴하여 이듬해 1966년부터 도쿄·롯데에서 타격 코치를 맡았는데 1969년부터 1971년 시즌 도중까지 2군 감독을 맡았다. 2군 감독 시절인 1970년에는 이스턴 리그 우승을 이끌었다. 지도를 받은 도쿠쓰 다카히로는 “현역 시절에 오사와는 홈런 타자가 아니었지만 애버리지 타자를 잘 키워나갔다. 그래서 내가 애버리지 타자가 된 것이다. 그래서 더 나은 방향으로 바뀌었다”라고 말했다. 또한 1968년 오프에는 육상 단거리 달리기 선수였던 이지마 히데오가 롯데에 입단하는 실마리를 만들어 입단 후에는 1969년 시즌 개막할 때까지 일대일로 지도했다. 1971년, 2군에 내려간 이지마가 경기에 출전했을 때 타석에 들어선 것(대주자 출전 후 타순이 한 바퀴 돌았다)은 오사와의 의향이었다고 한다.
1971년 7월 23일, 선두였던 한큐 브레이브스와의 승차가 8경기차로 벌어지면서 구단주인 나카무라 나가요시는 1군 감독이던 노닌 와타루를 2군 감독으로 강등시키고 오사와를 1군 감독으로 임명키로 결정했다. 7월 24일 기준으로 2위를 기록하여 선두 한큐와는 8경기차였지만 7월 30일부터 니시노미야 구장에서 열린 한큐와의 4연전에서 4연승을 기록하여 승차를 0경기차까지 좁혔다. 구단은 오사와의 수완을 높이 평가하여 시즌 도중인 8월 3일에 5년 계약을 맺었다. 시즌 종료 후 ‘타격만으로는 일본 최고의 팀이 될 수 없다’라는 이유로 에노모토 기하치, 에토 신이치, 앨트 로페즈를 연쇄적으로 방출하여 노무라 오사무, 무라카미 기미야스, 도야마 요시아키를 영입했다. 수비에 어려움이 있는 선수들을 방출하고 그 대가로 젊은 선수들을 영입하는 트레이드를 단행하여 1972년 시즌에 돌입했으나 단 한 번도 상위권에 들지 못한 채 5위로 내려앉는 수모를 겪었다. 작년 시즌에 193개의 홈런을 친 막강한 타선을 해체하면서까지 강화하려던 투수진이 무너지면서 팀 평균 자책점 4.54라는 당시 퍼시픽 리그 최악의 신기록을 세웠다. 시즌 종료 후 구단주가 오사와의 연임을 생각하고 있던 나카무라 나가요시에서 신격호로 바뀌면서 신격호와 같은 재일 한국인이면서도 당시 롯데 산하였던 도쿄 타임스에서 평론가로 활동하여 자신이 운영하는 기획사도 롯데로부터 자금 원조를 받고 있던 가네다 마사이치(이미 일본으로 귀화됨)가 신격호로부터 감독직 제안을 받았다. 오사와의 사임을 주장하고 있던 본사 측에서는 가네다를 영입하는 것으로 의견이 모아졌고 일부 임원들이 나카무라가 매수한 후쿠오카 야구(다이헤이요 클럽 라이온스)로 옮긴 것에 더해 위약금을 받는 것을 조건으로 5년 계약을 파기하고 해임시켰다. 또한 오사와는 위약금으로 1,500만 엔의 수표를 받았다고 한다.
롯데를 퇴단한 이후에는 라디오간토에서 해설자(1973년~1975년)를 맡았다.

#### 닛폰햄 파이터스 감독, 닛폰햄 상무 시절(1976년~1994년)
1975년 10월, 미하라 오사무 구단 사장의 요청을 받고 닛폰햄 파이터스 감독으로 취임했다. 요미우리의 트레이드로 하리모토 이사오를 방출하고 다카하시 가즈미, 도미타 마사루, 한신으로부터 무라카미 마사노리, 긴테쓰로부터 나가부치 요조를 영입하는 등 대형 보강을 단행했다. 1976년에는 리그 5위를 기록했고 1977년에는 도미타, 바비 미첼을 중심으로 분투했지만 투수진이 무너지는 등의 침체를 겪으며 리그 5위에 그쳤다. 부임 3년째인 1978년에는 다카하시 나오키, 무라카미, 사에키 가즈시 등의 투수 3인방이 맹활약했고 타선에서는 미첼이 리그 최다인 36홈런으로 홈런왕, 난카이에서 맞트레이드로 입단한 가시와바라 준이치가 타율 0.294, 24홈런이라는 기대 이상의 성적을 남긴 것 외에도 후루야 히데오가 1년차부터 주전 3루수로 고정시키는 등 닛폰햄으로서는 처음으로 A클래스(1~3위)에 진입하는 결과를 남겼으며 2년 연속 100만 명 이상의 관객 동원수를 달성했다. 1979년에 다카시로 노부히로가 신인으로서는 최초로 다이아몬드 글러브상을 수상하는 등 젊은 선수들의 활약에 힘입어 부임 5년 만에 첫 역전승을 이끌었고 1980년에는 신인 기다 이사무가 22승 8패 4세이브의 성적으로 투수 부문 타이틀을 연거푸 차지하면서 사상 첫 퍼시픽 리그 신인왕과 최우수 선수를 동시에 수상하는 쾌거를 이뤄냈다. 그해 후기 시즌에 긴테쓰 버펄로스와 우승 경쟁을 펼치면서 정규 시즌 최종전이 된 10월 7일 고라쿠엔 구장에서 열린 긴테쓰전에서는 비겨도 우승한다는 중요한 경기를 치렀지만 5대 6으로 패했다. 닛폰햄은 모든 일정을 종료해서 긴테쓰의 남은 경기 결과에 따라 후기 우승 가능성도 남아 있었지만 긴테쓰가 정규 시즌 최종전인 10월 11일 세이부전에서 10대 4로 승리하여 후기 우승을 달성해 닛폰햄은 우승을 놓쳤다.
그리고 부임 6년 째인 1981년에는 히로시마와의 맞트레이드로 다카하시 나오키를 방출하여 에나쓰 유타카를 영입했다. 전기 시즌에는 4위, 후기 시즌에는 치열한 순위 싸움으로 단 한 번도 선두 자리를 내주지 않았고 투수에서는 마시바 시게쿠니가 개막 이후부터 15승 무패, 오카베 노리아키가 최우수 평균 자책점, 다카하시 가즈미가 14승, 에나쓰가 28SP를 기록하여 최우수 구원 투수를 차지했고 타격에서는 토니 솔레이터가 홈런왕 및 승리타점왕, 시마다 마코토가 타율 및 도루에서 2위를 기록하는 등 투타면에서 다른 팀들을 압도했다. 후기 우승을 달성하고 플레이오프에서도 전기 리그 우승팀인 롯데 오리온스와 맞붙으면서 시즌 상대 전적은 7승 3무 16패로 열세를 보였는데 전문가들 사이에서 롯데가 유리할 것이라고 예상했지만 그 예상을 뒤엎고 닛폰햄은 1974년 구단 인수 이후 처음으로 리그 우승을 차지했다. 일본 시리즈에서는 요미우리 자이언츠와 맞붙으면서 홈구장이 요미우리와 같은 고라쿠엔 구장이었기 때문에 일본 시리즈 사상 최초로 같은 구장에서 치러진 일명 ‘덕아웃 시리즈’가 됐다. 하지만 요미우리에게 2승 4패로 패하여 일본 시리즈 우승을 놓쳤다. 
이듬해 1982년에는 에이스 구도 미키오를 비롯한 투수진이 무너지면서 전기 시즌에서는 4위를 기록했고 후기 시즌에는 다카하시 사토시를 선발로 되돌린 것을 비롯해 신인이던 다나카 유키오 등 투수진들이 총력전에 나서는 등 분투한 끝에 닛폰햄이 2년 연속으로 우승했다. 하지만 우승 직전인 9월 8일, 이 해에 20승을 거두어 닛폰햄의 에이스로 성장하여 전기 리그 우승팀이자 그해 감독으로 취임한 히로오카 다쓰로가 이끄는 세이부를 상대로 6승을 기록한 구도가 오른쪽 손가락이 골절되는 부상을 입으면서 10월 세이부와의 플레이오프 등판은 희망이 없을 것처럼 보였다. 그러나 담당 의사로부터 ‘플레이오프에는 늦지 않는다’라고 듣고서는 오사와가 한 가지 안을 짜서 플레이오프 실전까지 구도는 다친 채로 있다고 숨겼다. 오사와의 작전은 성공했고 10월 9일의 플레이오프 1차전에 오른쪽 손가락 골절로 경기에 출전할 수 없을 것으로 예상됐던 구도가 선발 등판하여 대전 상대인 세이부를 놀라게 했다. 하지만 플레이오프에서는 세이부에게 1승 3패로 패하며 2년 연속 리그 우승에는 실패했다. 또한 구도는 이 일로 인해 선수 생명을 단축시켰다고 알려졌는데, 제1기 감독 시절 초기에 에이스로 활약하며 닛폰햄을 거쳐 히로시마에서 뛰다가 1982년 시즌 도중에 세이부로 이적한 다카하시 나오키는 ‘닛폰햄에서는 기다와 구도가 1년 만에 엉망이 됐었다’라고 말했다.
1983년에는 토미 크루즈, 솔레이터가 맹활약한 것을 비롯해 후타무라 다다미가 리그 신인왕에 오르는 등 팀 타선은 활발했지만 투수면에서는 선발진이 부진을 면치 못하여 3위로 마감해 1978년부터 6년 연속 A클래스에 진입했지만 구단주였던 오코소 요시노리에게 이번 시즌을 끝으로 감독직에서 물러나 팀을 떠나겠다고 말했다. 오코소는 사임을 받아들였지만 향후 프런트의 간부로서 구단에 남아달라고 부탁했는데 오사와는 입장을 번복하여 구단에 남아 육성부장으로 발탁됐다. 나가시마 시게오에게 감독직을 맡아달라고 요청했지만 거절당하고 그 후에도 여러 후보자가 물망에 오르고는 있었지만 최종적으로 오사와의 추천으로 투수 코치였던 우에무라 요시노부의 내부 승격이 결정됐다. ‘나는 (감독의) 그릇이 아니다’라고 몇 차례 고사하던 우에무라를 오사와가 간곡하게 설득한 끝에 승낙시켰다고 한다. 이듬해 1984년에 개막 이후부터 팀은 최하위에 머물 정도로 침체에 빠지면서 우에무라는 시즌 도중인 6월 28일에 성적 부진에 대한 책임을 지고 사임했다. 오코소로부터 우에무라를 추천한 책임을 지고 남은 경기를 지휘해달라는 지시를 받았기 때문에 다시 감독으로 복귀했지만 정작 후반기에서 구단 최악의 기록인 14연패를 기록하는 등 팀의 상황이 나아지지 않았고 1975년 이후 9년 만에 최하위로 시즌을 마쳤다.
1985년부터 프런트에 돌아와 1992년까지는 구단 상무이사를 지냈다. 1986년에는 2군 투수 코치로 무라카미를 초빙했다. 무라카미는 마쓰우라 히로아키를 1군에 내보냈고, 마쓰우라는 1988년에 시즌 15승을 올려 다승왕 타이틀을 차지했다. 1986년 경에 《프라이데이》, 《포커스》(이하 ‘FF’) 등의 사진 주간지가 프로 야구 선수를 포함한 유명인들의 사생활을 게재해서 사회적인 논란을 불러일으켰지만 닛폰햄 선수가 등장하지 않은 것을 한탄하며 “‘FF’에 실려달라!”(‘FF’에 표적이 되는 선수가 돼달라는 의미로)라고 선수들을 꾸짖은 적이 있다. 마찬가지로 구단 상무 시절에 닛폰햄의 경기를 관전하러 도쿄 돔에 방문했을 때 당시 《프로 야구 뉴스》 캐스터였던 나카이 미호(후지 TV 아나운서)로부터 “상무님은 야구의 룰을 알고 계십니까?”라는 질문을 받는 순간 웃음이 멈추질 않았다는 후일담도 있다. 
1992년에는 도바시 마사유키가 감독으로 취임했지만 팀은 5위로 마쳤다. 2년 계약이었지만 구단은 도바시를 해임시키는 방향으로 움직이고 있었다. 이에 대해 오사와는 “1년 만에 그만두게 하면 팀의 정신력에 영향을 미치고 회사의 이미지도 나빠진다. 팀 성적이 나쁜 것을 놓고 도바시의 책임으로 돌려서는 안 된다. 선수들에게도 책임은 있다. 내가 양쪽 다 얘기해볼 테니까 1년 만 더 지휘봉을 잡게 만들어 달라”며 도바시의 해임을 끝까지 반대했었다. 하지만 선수와 코칭 스태프들이 도바시가 계속 감독직을 맡는 것에 반대를 하면서 난처한 상황에 몰리게 되자, 도바시가 결국 감독직을 내려놓게 됐다. 오사와는 후임 감독으로 오 사다하루와 우에다 도시하루를 영입하려고 했으나 사다하루는 세계 소년 야구 추진 재단의 업무가 바쁘다는 이유로 거절했고 우에다에 대해서는 구단 관계자가 ‘간사이 지방 출신의 감독으로는 인기가 없다’고 난색을 표시했다고 한다. 오사와는 “인기 있는 사람을 원한다면 미야자와 리에라도 불러와라”라고 분노했지만 이후에도 후임 감독 선정에 난항을 겪게 되자 구단 프런트의 요청을 받고 오코소 구단주로부터 직접 설득받은 일도 있어서 오사와가 감독직에 복귀하게 됐다.
두 번째 감독으로 복귀한 1993년에는 대학 후배 다네모 마사유키를 2군 감독, 호리모토 리쓰오를 2군 코치로 초빙했고 작년도에 한신에서 은퇴한 후루야 히데오가 2군 코치로 복귀했다. 현역이던 오시마 야스노리를 오사와의 의향으로 타격 코치 겸임으로 발탁됐고 1993년 춘계 스프링 캠프에서 요시다 요시오를 임시 코치로 초빙했다. 전년도에 부진했던 선발 로테이션을 재정비했는데 작년 시즌 선발, 마무리에 이도 저도 아닌 기용법으로 마음이 내키지 않았던 다케다 가즈히로를 선발로 기용, 마무리 투수를 맡은 시라이 야스카쓰를 빈약한 선발로 재전향했고 시라이를 대신하는 마무리 투수로서 신인이던 야마하라 가즈토시를 발탁했지만 후에 부진으로 기권했다. 대역으로서 전년도에 14승으로 로테이션을 지켜내면서도 극도의 부진으로 슬럼프에 빠져있던 가네이시 아키히토를 구원으로 전향시켜 팀내 1위인 13세이브를 기록하며 평균 자책점 2.09를 남기는 등 안정적인 투수 운용을 이끌었다. 주로 대수비 요원으로 활약하던 히로세 데쓰로를 주전 유격수로 기용하여 팀의 주장으로도 발탁시켰다. 다나카 유키오, 니시자키 유키히로, 다케다의 부활과 릭 슈의 맹활약도 있어서 세이부와 치열한 순위 경쟁을 펼친 끝에 1경기차로 리그 2위로 올라섰다. 지바 롯데전에서 이라부 히데키를 막아낸 경기 종료 후에 “마쿠하리 해변의 이라부 해파리에 쏘여 버렸다”라는 말을 남기는 등 경기가 끝난 후 자신의 재치와 유머 넘치는 발언이 언론에 대대적으로 보도되는 등 큰 화제를 불러일으켜 ‘오야붕’(親分)이라는 단어는 그해 신어·유행어 대상의 ‘대중어 부문·금상’에 선정됐다. 하지만 이듬해 1994년에는 주력 투수와 타자들의 부상이 속출하는 등 악재가 겹쳐 최하위(6위)로 떨어졌다. 5개 구단 모두에게 지면서 타율, 득점, 안타, 타점, 평균 자책점, 실점, 도루 모두 리그 최하위를 기록하여 전년도보다 성적이 크게 떨어졌다. 9월 29일, 홈구장인 도쿄 돔에서 최종전이 끝난 후 팬들에게 마지막 인사를 마친 직후 팬들 앞에서 무릎을 꿇고 사죄했다. 이 해를 끝으로 감독직에서 물러남과 동시에 닛폰햄을 퇴단했다.

#### 퇴단 후
1995년부터 프리랜서 평론가, 일본 프로 야구 OB클럽(전국 야구 진흥회) 이사장(2009년 3월까지. 그해 4월부터는 명예 이사장으로 취임), 프로 야구 마스터스 리그 위원회 의장, ‘모르츠 구단’ 감독·총감독, 쇼리키 마쓰타로상 선정위원 등 다방면에서 활동했다. TBS 계열 프로그램 《선데이 모닝》의 코너 ‘주간 어의견번’(1999년 경에 시작, 당초에는 ‘두목이 화났단 말이야’라는 타이틀 제목이었다)에 하리모토 이사오와 함께 고정 출연했다. 닛폰 방송 《오하요! 닛폰 전국 소방단》(2006년 4월 시작)에서는 소방 응원단장의 직함으로 게스트로 출연하고 있었다.
2009년 10월에 담낭암 진단을 받아 출연하고 있는 방송 프로그램 등에서는 투병 중인 와중에 출연하고 있었다. 2010년 9월 26일과 10월 3일에 2회 연속으로 《선데이 모닝》에 출연하지 않았고 9월 26일에는 자세한 이유를 언급하진 않았지만 10월 3일에 자신이 보낸 편지를 세키구치 히로시가 소개하면서 그 편지 내용 중에 컨디션이 좋지 않다고 밝혔다. 10월 7일 오전 7시 25분에 담낭암으로 사망했다(향년 78세).
오사와가 사망한 지 한두 시간 후인 후지 TV 계열 프로그램 《정보 프레젠터 토쿠다네!》에서 《선데이 모닝》에 함께 출연했던 하리모토 이사오가 생방송 전화를 통해서 “안타깝네요. 건강하게 계셔주길 바랬는데”, “믿을 수가 없었다. 지난달까지 건강하셨는데 약간 몸이 안좋다는 말은 들었지만 이 정도일 줄은 몰랐다. 슬프기보다 안타까웠다”라며 애석함을 드러냈다. 또 외손녀 오오사와 아카네는 “증손을 보여드린 게 마지막 할아버지에게 효도한 거라고 믿고 싶습니다”라고 애도했고 릿쿄 대학의 후배였던 《선데이 모닝》 진행자인 세키구치 히로시는 “정말로 야구를 좋아하셨다는 걸 가까이에 있으면서 뼈저리게 느꼈습니다. 정말로 정말로 고생 많으셨습니다. 하늘나라에서 편히 쉬십시오”라고 애도했다. 또한 《선데이 모닝》의 ‘주간 어의견번’은 향후 하리모토가 단독으로 출연하는 형태로 계속 방영될 것이라는 언론 보도가 나왔지만 10월 17일 방송분부터는 하리모토와 함께 매주 게스트 한 명을 초대해서 방송하고 있다(도바시 마사유키, 다카다 시게루 등이며 야구 외의 스포츠 출신자인 경우도 있다).
쓰야는 10월 13일, 장례식은 10월 14일 도쿄도 미나토구 시바공원에 위치한 조조지에서 거행돼 《선데이 모닝》에 함께 출연한 세키구치, 하리모토, 자신과 친분이 깊었던 오 사다하루, 도쿠미쓰 가즈오 등이 조문했고 조사는 닛폰햄 구단주 오코소 요시노리, 세키구치, 하리모토 세 사람이 낭독했다. 그리고 관에는 오사와가 임종하는 순간까지 쥐고 있던 경식야구공 등이 담겼다. 발인 때 장의위원장을 맡은 구로에 유키노부의 선창이 이뤄졌다. 쓰야에는 외손녀 오오사와 아카네가 남편 게키단 히토리와 함께 참석했다. 시신은 시나가와구의 기리가야 화장장에서 화장됐다.
2010년 10월 9일, 퍼시픽 리그 클라이맥스 시리즈 퍼스트 스테이지인 사이타마 세이부 라이온스 대 지바 롯데 마린스 1차전(세이부 돔) 경기 시작 전에 오사와를 애도했고 양팀 선수 및 장내 관중에 의한 묵념이 이뤄졌다.

## 에피소드

### 가족·친척
친형은 전 프로 야구 선수 오사와 기요시, 오사와 기미오이다. 외손녀는 배우 오오사와 아카네이며 남편은 희극 배우 게키단 히토리이다.
아카네에게 전화를 걸었을 때, 부재중 전화를 알리는 메시지를 외손녀의 방에 침입한 수상한 사람의 목소리로 착각해 버렸다. 부재중 전화에는 게이지의 화가 난 목소리가 녹음돼 있어서 아카네는 깜짝 놀랐다고 말했다. 2010년 9월 8일에 아카네가 게이지의 증손녀가 되는 딸을 출산했다.
아들 야스히토는 2017년 5월 6일 《출몰! 맛거리 천국》(TV 도쿄)에서 초밥집을 운영하고 있는 것으로 알려졌다.

### 인물상
- 릿쿄 대학 선배로 수영부 소속이었던 사노 슈지에게 오사와는 신세를 지면서 1953년에 야구부[65] 합숙소에 TV를 기증받거나 대접받았다.[66] 스기우라 다다시와 나가시마 시게오에게는 2년 간 난카이로부터 월 2만 엔의 영양비가 나왔다고 증언하여 나가시마만 요미우리에 들어갔기 때문에 쓰루오카, 오사와가 보는 앞에서 울면서 사죄했다고 한다.[66]

- 롯데 감독 시절에는 최고의 프로 정신에 대해 “손님들께 좋은 플레이를 보여주는 거다. 따라서 나는 승패라는 것은 그 다음 문제라고 생각한다”, “비싼 돈 주고 왔더니 뭐야, 이런 하찮은 경기를 보여준다는 기분으로 되돌아가는 것과, 경기에 져도 ‘아아~ 오늘 경기 좋았어’ 라고 돌아가는 것, 이런 분들은 또 보러 와 주겠지”라고 발언했다.[67]

- 선글라스를 쓴 관록이 있는 외모, 두목과 같은 성격과 친근한 말투로부터 ‘오야붕’(親分)이라는 별명으로 유명했다. 호텔에 있을 때 주변에서 ‘오야붕, 오야붕’이라고 부른 것을 들은 호텔 관계자가 야쿠자 두목으로 잘못 알고 전전긍긍했다는 일이 있었다는 일화를 본인이 강연 등에서 직접 언급한 적이 있다. 프로 야구계에서 ‘오야붕’이라는 별명은 현역 시절 감독인 쓰루오카 가즈토가 먼저 쓰곤 있었지만 오사와는 저서에서 쓰루오카에겐 끝에다 ‘상’(さん)이라고 적었고 ‘쓰루오카 오야붕’이라고는 쓰지 않았다. 현역 시절 별명은 그 앳된 외모에 어울리지 않는 ‘포포짱’(ポッポちゃん)이었는데 이 별명의 유래는 난카이의 하와이 캠프 때 O자형 다리를 가진 비둘기가 휘청거리며 걷는 것을 보고 선수 중 누군가가 ‘오사와랑 꼭 닮았구나’라고 말한 데서 비롯됐다.[68]

- 에나쓰 유타카를 닛폰햄에 영입했을 때는 혼자서 히로시마 도요 카프의 구단주 마쓰다 고헤이의 자택으로 직접 찾아가 마쓰다와 동석한 고바 다케시를 앞에 두면서 잘 못하는 술을 벌컥 들이키며 열변을 토해 트레이드를 성사시켰다. 히로시마로서는 이미 오퍼가 들어온 몇몇 구단의 조건을 들은 다음에 결론을 내려고 했었지만 오사와의 엄청난 열의에 마쓰다가 ‘제가 졌습니다. 결정합시다’라고 그 자리에서 협상이 이뤄졌다고 한다.[69][70] 에나쓰는 닛폰햄에 입단할 무렵의 오사와에 대해 “마치 도로 공사 현장 감독 같은 분위기로 선수를 두들겨 패고 있어서 깜짝 놀랐다”라고 말했다. 그러나 에나쓰는 오사와의 두목같은 기질이 맘에 들어했고 이후 오사와가 살아있을 때까지 매우 존경했다고 한다. 오사와도 에나쓰를 ‘우리의 승리 패턴은 에나쓰가 나오게 되는 시합’이라고 말하며 무한한 신뢰를 보여줬으며, 에나쓰가 소속한 3년 간의 닛폰햄은 리그 최강팀으로 발전했다.

- 감독으로서의 성적은 통산 1547경기에 출전하여 725승 99무 723패, 승률은 5할 1리이다. “승리하면서 감독 생활을 끝낼 수 있는 인간은 그리 많지 않다. 명장이라니 분에 겨운 소리이지만 저금 2(승패마진 +2)인가. 딱 좋게 끝낼 수 있었다”라고 자신의 감독 성적을 되돌아 보았다.

- 취미는 골프이며, 메구로구에 거주하고 있었다.[17]

- 통산 퇴장 횟수는 7회[71]이며 터피 로즈(14회), 마티 브라운(12회), 가네다 마사이치, 오치아이 히로미쓰(8회)에 뒤를 이은 기록을 가졌는데[72] 이들 기록은 모두 감독 시절에 나온 것이다. 감독으로서의 퇴장 횟수 7회는 2009년 8월 27일 브라운에 의해 경신되기 전까지 프로 야구 최다 기록이었다. 《선데이 모닝》에서 퇴장 관련 이슈가 나오면 ‘폭력 반대’를 외치거나 통산 퇴장 횟수 순위가 적힌 플립 차트가 제시되는 등 매번 웃음을 자아냈다. 또한 퇴장 기록을 경신당했을 때는 관련 주제가 제기된 적도 있었다.[주 3]

- 시마다 마코토는 “그라운드에서 결과를 남기면 아무리 술을 마시고 몇 시에 돌아오든 불평을 늘어놓지 않는다. 선수들에게서 존경을 받았다”[73]라고 말했다.

- 1976년 6월 17일 한큐전에서 당시 한큐 투수였던 다케무라 가즈요시가 타자에게 빈볼을 던졌는데 1루 코치 박스에 있던 오사와는 마운드로 달려가 ‘너, 한 번만 더 그런 식으로 던지면 용서하지 않겠다!’라고 분노했지만 그 후에도 다시 빈볼을 던지자 분을 삭이지 못한 오사와는 다케무라를 그 자리에서 구타하여 퇴장당했다.[주 4] 다케무라를 구타하는 순간은 보도 사진에도 고스란히 찍혔다.[74] 이 일로 퍼시픽 리그 연맹으로부터 10일 간의 출전 정지와 벌금 10만 엔의 징계가 내려졌지만 출전 정지 기간에는 대리 감독을 복수의 코치로 시켜 코치의 지휘 능력을 벤치에서 체크했다. 1983년 6월 28일 긴테쓰전에서의 9회말에 수비방해를 둘러싸고 누심에게 거칠게 항의하다가 경기 종료 후 퇴장 명령을 받았다.[75]

- 위에서 말한 퇴장 사건으로까지 확대되지는 않았지만 오리온스 감독 시절 당시 난카이의 에이스였던 에모토 다케노리가 오리온스 선두 타자를 향해 갑자기 몸에 맞은 공을 던진 것에 격분했는데 에모토가 말하기를 ‘패튼 전차와 같은 기세’로 오사와가 마운드에 나타나 “야 인마, 우리 팀한테 느닷없이 던지다니 대체 무슨 생각을 하고 있는 거야, 이 멍청한 자식아!”라고 격하게 호통쳤다. 에모토도 “선두 타자에게 일부러 공을 던질 바보가 어디 있어, 이 한심한 인간아!”라고 격하게 되받아쳐 한바탕 벤치 클리어링이 일어날 뻔했지만 포수 겸 감독이던 노무라 가쓰야가 중간에 개입하고 나서야 상황은 종료됐다. 에모토와 오사와는 이후 오사와가 사망할 때까지 친해져서 에모토가 설화 사건으로 현역에서 은퇴했을 때도 “안타깝다. 에모토, 좀 더 야구를 했어야 했다”라며 선수 생활을 계속하라는 조언을 했다고 한다.

- 1994년 4월 1일부터 3일까지 후쿠오카 돔에서 퍼시픽 리그의 동서 대항전 《아사히 솔라 시리즈 94 ‘파’》가 진행되고 1일에는 《프로 야구 뉴스》에서 퍼시픽 리그 6개 구단의 감독들이 TV 니시닛폰의 스튜디오에 모여 퍼시픽 리그의 전망을 점치는 기획이 이뤄졌을 때 당시 한창 상승세를 자랑하고 있던 세이부 라이온스 감독 모리 마사아키가 “이야~ 우리 팀은 빗대어 말하자면 아직 벚꽃이 30% 정도 피었을 뿐이다”라고 발언했을 때 오사와는 “언제나 항상 먼 발치에서 말해주는 사람이라 본심을 말해 줬으면 합니다만”, “오랫동안 만나서 친분을 쌓을 정도로 잘 알고 있지만 본심을 말하지 않는 남자였다”라고 말했다. 그 외 1993년에는 오사와의 발언이나 행동에 대해 세이부의 한 코치가 말꼬리를 잡고 늘어지는 듯한 발언을 한 것에 대해 오사와는 “세이부의 코치는 아기 너구리에 우미보즈, 모리는 기후의 저금통이다(모리는 기후현 기후시 출신이며, 특유의 깐깐한 성격에 돈을 아끼는 것으로 유명했다)”라고 비유해서 말했다. 하지만 오사와는 모리와 친분이 있었고 사적인 화젯거리를 만들기 위해 일부러 그런 발언을 했다고 한다.[76][주 5] 세이부와의 우승 경쟁에서 패해 2위로 끝난 1993년에 오사와는 일본 시리즈를 앞두고 격려차 세이부의 훈련장에 나타나 “야~ 1승이라도 했었으면 좋겠다”라고 말하는 모리에 대해 오사와는 “퍼시픽 리그 대표로 일본 시리즈에 나가는 거니까 그런 인색한 말을 하지 말고 꼭 우승하라고. 힘내라”며 따뜻한 말을 돌려주었고, 모리는 오사와의 말에 “역시 오사와답다. 감사합니다”라고 웃으면서 고맙다고 했다.

- TV에 등장할 때는 기모노 차림으로 나온 적은 많았지만 야구 해설 등을 할 때는 정장 등의 양복을 착용했다. 또 다이토건탁 광고에는 양복(클래식 타입의 골프웨어)을 입고 출연한 바 있다. 난카이에서의 루키 시즌에는 가네보 화장품 포스터에 모델로 기용된 적이 있다.

- 싫어하는 음식은 없었다(초콜릿 계통의 음식이었는데 특히 에클레르와 코코아를 엄청 좋아했다). 반려 동물을 좋아해서 개와 고양이를 키웠다.

- 은퇴 후에도 마운드에서 노바운드로 포수를 겨냥하여 투구할 수 있었다. 베이스볼 챌린지 리그 팀인 군마 다이아몬드 페가수스의 시구식에서 군마현 지사 오사와 마사아키와 함께 ‘더블 오사와’로서의 시구식을 치렀지만, 오사와 지사가 노바운드였던 것에 대해 자신은 원바운드를 했다. 이에 대해 게이지는 《선데이 모닝》에서 오사와 지사에게 ‘훌륭하다’(あっぱれ)를 스스로에게 ‘떽’(喝)이라고 꾸짖었다.

- 도쿄 6대학 야구 시구식에서도 던진 적이 있어서 보기 좋게 노바운드로 포수의 위치까지 던졌다. 그러나 《선데이 모닝》에서 하리모토 이사오에게 ‘시구식인데 기모노로 나올 일은 없지 않느냐’라고 말했다는 이유로 ‘떽’을 날렸다.

- 메이저 리그가 너무 싫었지만 함께 출연한 하리모토만큼 노골적이지는 않았다(선데이 모닝에서). 닛폰햄이 홋카이도로 연고지를 이전한 이후에는 홋카이도의 TV 프로그램에 게스트 신분으로 자주 출연했고 삿포로 돔에서의 닛폰햄이 주최하는 이벤트에도 자주 참석했다.

- 야구 외의 스포츠에도 통했는데 특히 축구의 나카무라 슌스케, 테니스의 마리아 샤라포바의 팬이었다. 경정과 관련한 지식에 대해서는 야구계에서의 1인자로 ‘야구계의 대표적인 경정통’으로도 알려져 있다. 가끔 경정장 등에서 자신의 모습을 드러내는 일도 있었다.

- 1984년에 닛폰햄의 이사로 취임[17]한 무렵에는 ‘완고한 아버지의 눈에 눈물’(頑固親父の目に涙)이라는 곡을 발매했다. 또한 1998년에는 타치 히로시 주연의 NHK 금요 시대극 《물서동심》에서 타치가 연기하는 후지키 몬조의 상사(정봉행)로서 출연했다.

- 1994년 9월 29일, 홈구장인 도쿄 돔에서의 최종전이 끝난 뒤 팬들에게 마지막 인사를 마친 직후 무릎을 꿇은 것에 대해 “우리는 관중들에게 돈을 받고 경기를 하고 있었지만 올해는 팬들을 즐겁게 하는 경기를 제대로 보여주진 못했다. 나는 감독으로서 팬들에게 죄송하다는 마음을 표현하기 위해서는 부모님께 한 번도 숙인 적이 없는 머리지만 무릎을 꿇을 수밖에 없다고 생각했다”고 팬들에 대한 미안함과 감사를 전했다.[77]

### 인간 관계
- 릿쿄 대학의 대선배인 니시모토 유키오만큼은 공손했다고 한다. 이는 단순히 니시모토 쪽이 선배라고 국한된 것이 아니라 니시모토가 당시에도 와카야마현에서 최고 수준의 학교로 유명한 구제 와카야마 중학교 출신으로 야구 실력 뿐만 아니라 학력으로 릿쿄 대학에 입학한 것에 대해, 오사와는 야구 실력이나 학력과는 관계없이 특기생으로 입학하여 야구부 추천으로 입학한 것과 관련이 있다.

- 노무라 가쓰야와는 현역 시절부터 사이가 좋지 않았고 오사와 쪽이 연상인데다가 대졸자였기 때문인지 자신보다 난카이에 먼저 입단했음에도 불구하고 노무라에게 경칭을 전혀 쓰지 않았다(더욱이 현재는 입단 연수가 길어도 연상의 인물에게는 ‘~상’(~씨)이라고 붙이는 경향이 있다. 노무라는 현역 시절 이 문제에 대해 복잡한 감정을 느꼈다고 《다운타운 DX》에서 말한 적이 있다). 은퇴 후에도 “쓰루오카 감독님이 사임한 이후로 난카이는 감독의 그릇이 아닌 사람이 감독을 맡았다” 등 노무라에 대한 비판적인 시각을 가졌다.[주 6] 특히 쓰루오카의 장례·고별식에 노무라가 참석하지 않은 것에 대해선 분노를 드러냈다. 이 에피소드를 계기로 두 사람을 ‘사이가 좋지 않았다’라고 공공연하게 인식돼 있었지만 노무라는 ‘인간·오사와 게이지’에 대해서 “나는 오사와의 겉모습만 보고 싫어하는 사람은 있어도 내용을 알면 싫어하는 사람은 없다고 생각한다”[68]라고 말하면서 인간적으로 어울리지 않는 사이는 아닌 것으로 보인다. 실제 오사와는 현역 시절인 1963년에 노무라가 당시 시즌 최다 홈런을 기록했을 때 아웃 코스로 완전히 낮은 공을 백스크린으로 날려버리는 타격 기술을 극찬하여 “그때만큼 노무라와 함께 뛸 수 있었다는 것을 행복하게 생각해 본 적은 없었다”라고 서술했다.[78] 또한 노무라는 야쿠르트 감독 시절에 닛폰햄에서 스미 미쓰오를 영입했는데 그때 당시 닛폰햄 구단 상무였던 오사와에게 직접 연락해서 트레이드를 요청했다고 한다. 노무라의 저서에 의하면 난카이 시절 오사와의 태도가 팀 동료들부터 분노를 사는 경우가 많아 뒤에서는 ‘오사와를 때리는 모임’이 결성됐다고 한다. 온후한 성격인 스기우라 다다시조차 ‘나는 저 오사와라는 인간을 갈겨주고 싶다’며 노무라가 필사적으로 말렸다고 했다. 다만 그러한 태도가 감독으로서의 능력에 잘 활용되고 있었음을 높이 평가했다.

## 상세 정보

### 출신 학교
- 가나가와 현립 히라쓰카 공업학교(현: 가나가와 현립 히라쓰카 공과고등학교)
- 가나가와 현립 상공고등학교
- 릿쿄 대학

### 선수 경력
- 난카이 호크스(1956년~1964년)
- 도쿄 오리온스(1965년)

### 지도자 경력
- 롯데 오리온스 감독(1971년~1972년)
- 닛폰햄 파이터스 감독(1976년~1984년, 1993년~1994년)

### 개인 기록
- 첫 출장: 1956년 3월 24일, 대 니시테쓰 라이온스 1차전(헤이와다이 야구장)
- 올스타전 출장: 1회(1956년)

### 등번호
- 15(1956년~1964년)
- 26(1965년)
- 40(1966년~1967년 도중)
- 57(1967년 도중~1968년)
- 52(1969년~1972년)
- 86(1976년~1984년, 1993년~1994년) ※준영구결번

### 등록명
- 大沢 昌芳(1956년~1961년)
- 大沢 啓二(1962년~1984년, 1993년~1994년)

### 연도별 타격 성적
| 연 도       | 소 속       | 경 기 | 타 석 | 타 수 | 득 점 | 안 타 | 2 루 타 | 3 루 타 | 홈 런 | 루 타 | 타 점 | 도 루 | 도 루 자 | 희 생 번 | 희 생 플 | 볼 넷 | 고 4 | 사 구 | 삼 진 | 병 살 타 | 타 율 | 출 루 율 | 장 타 율 | O P S |
| ----------- | ----------- | ----- | ----- | ----- | ----- | ----- | ------- | ------- | ----- | ----- | ----- | ----- | -------- | -------- | -------- | ----- | ---- | ----- | ----- | -------- | ----- | -------- | -------- | ----- |
| 1956년      | 난카이      | 145   | 439   | 386   | 40    | 100   | 11      | 2       | 4     | 127   | 30    | 18    | 12       | 15       | 3        | 34    | 1    | 1     | 56    | 5        | .259  | .318     | .329     | .647  |
| 1957년      | 난카이      | 107   | 335   | 296   | 36    | 73    | 9       | 2       | 4     | 98    | 22    | 4     | 2        | 7        | 2        | 30    | 0    | 0     | 40    | 10       | .247  | .314     | .331     | .645  |
| 1958년      | 난카이      | 116   | 325   | 290   | 28    | 79    | 10      | 3       | 1     | 98    | 27    | 7     | 5        | 1        | 4        | 28    | 1    | 2     | 45    | 8        | .272  | .336     | .338     | .674  |
| 1959년      | 난카이      | 107   | 260   | 242   | 18    | 59    | 6       | 1       | 0     | 67    | 23    | 4     | 4        | 5        | 1        | 11    | 1    | 1     | 23    | 12       | .244  | .278     | .277     | .565  |
| 1960년      | 난카이      | 110   | 275   | 251   | 21    | 65    | 10      | 1       | 4     | 89    | 25    | 2     | 5        | 2        | 1        | 20    | 0    | 1     | 41    | 9        | .259  | .315     | .355     | .670  |
| 1961년      | 난카이      | 110   | 209   | 190   | 18    | 31    | 5       | 0       | 1     | 39    | 19    | 2     | 1        | 4        | 1        | 13    | 2    | 1     | 30    | 3        | .163  | .220     | .205     | .425  |
| 1962년      | 난카이      | 74    | 193   | 170   | 20    | 42    | 8       | 0       | 0     | 50    | 17    | 0     | 3        | 13       | 2        | 8     | 0    | 0     | 26    | 4        | .247  | .278     | .294     | .572  |
| 1963년      | 난카이      | 90    | 123   | 106   | 13    | 25    | 2       | 0       | 1     | 30    | 9     | 1     | 0        | 5        | 0        | 11    | 0    | 1     | 14    | 0        | .236  | .314     | .283     | .597  |
| 1964년      | 난카이      | 64    | 83    | 73    | 5     | 14    | 0       | 1       | 0     | 16    | 9     | 0     | 0        | 5        | 1        | 4     | 0    | 0     | 14    | 0        | .192  | .231     | .219     | .450  |
| 1965년      | 도쿄        | 65    | 79    | 71    | 3     | 13    | 3       | 0       | 2     | 22    | 10    | 0     | 0        | 0        | 3        | 5     | 0    | 0     | 12    | 1        | .183  | .228     | .310     | .538  |
| 통산 : 10년 | 통산 : 10년 | 988   | 2321  | 2075  | 202   | 501   | 64      | 10      | 17    | 636   | 191   | 38    | 32       | 57       | 18       | 164   | 5    | 7     | 301   | 52       | .241  | .297     | .307     | .603  |

### 연도별 감독 성적
| 연도        | 소속        | 순위        | 경기 | 승리 | 패전 | 무승부 | 승률 | 승차                       | 팀 홈런                    | 팀 타율                    | 팀 평균자책점              | 연령                       |
| ----------- | ----------- | ----------- | ---- | ---- | ---- | ------ | ---- | -------------------------- | -------------------------- | -------------------------- | -------------------------- | -------------------------- |
| 1971년      | 롯데        | 2위         | 130  | 80   | 46   | 4      | .635 | 3.5                        | 193                        | .270                       | 3.77                       | 39세                       |
| 1972년      | 롯데        | 5위         | 130  | 59   | 68   | 3      | .465 | 20.5                       | 148                        | .264                       | 4.54                       | 40세                       |
| 1976년      | 닛폰햄      | 5위         | 130  | 52   | 67   | 11     | .432 | 4위·5위                    | 107                        | .258                       | 3.72                       | 44세                       |
| 1977년      | 닛폰햄      | 5위         | 130  | 58   | 61   | 11     | .487 | 4위·4위                    | 113                        | .245                       | 3.36                       | 45세                       |
| 1978년      | 닛폰햄      | 3위         | 130  | 55   | 63   | 12     | .466 | 3위·4위                    | 131                        | .264                       | 3.98                       | 46세                       |
| 1979년      | 닛폰햄      | 3위         | 130  | 63   | 60   | 7      | .512 | 3위·4위                    | 131                        | .266                       | 4.09                       | 47세                       |
| 1980년      | 닛폰햄      | 3위         | 130  | 66   | 53   | 11     | .555 | 2위·2위                    | 167                        | .264                       | 3.61                       | 48세                       |
| 1981년      | 닛폰햄      | 1위         | 130  | 68   | 54   | 8      | .557 | 4위·1위                    | 126                        | .276                       | 3.81                       | 49세                       |
| 1982년      | 닛폰햄      | 2위         | 130  | 67   | 52   | 11     | .563 | 4위·1위                    | 127                        | .266                       | 3.63                       | 50세                       |
| 1983년      | 닛폰햄      | 3위         | 130  | 64   | 59   | 7      | .520 | 20.5                       | 153                        | .275                       | 3.82                       | 51세                       |
| 1984년      | 닛폰햄      | 6위         | 130  | 44   | 73   | 13     | .376 | 29.5                       | 144                        | .259                       | 4.98                       | 52세                       |
| 1993년      | 닛폰햄      | 2위         | 130  | 71   | 52   | 7      | .577 | 1.0                        | 106                        | .259                       | 3.37                       | 61세                       |
| 1994년      | 닛폰햄      | 6위         | 130  | 46   | 79   | 5      | .368 | 28.5                       | 101                        | .252                       | 4.62                       | 62세                       |
| 통산 : 13년 | 통산 : 13년 | 통산 : 13년 | 1547 | 725  | 723  | 99     | .501 | A클래스: 8회, B클래스: 4회 | A클래스: 8회, B클래스: 4회 | A클래스: 8회, B클래스: 4회 | A클래스: 8회, B클래스: 4회 | A클래스: 8회, B클래스: 4회 |

1. 1971년부터 1996년까지는 130경기제
2. 1973년부터 1982년까지는 전·후기제로 실시되면서 승차에서의 왼쪽은 전기 순위, 오른쪽은 후기 순위를 표시
3. 1984년은 시즌 도중부터 종료까지 61경기를 지휘. 21승 4무 36패(승률 0.368)
4. 통산 성적은 실제로 오사와가 지휘를 맡은 경기에서의 성적

### 주해
1. ↑  참고:[2]
2. ↑  우에다는 닛폰햄의 창업지였던 도쿠시마현 출신이라서 오코소로서는 개인적으로 호감을 가졌었지만 이 때는 다른 간부의 의견을 존중해서 우에다에게 요청하는 것을 포기하고 최종적으로 오사와에게 감독을 맡아달라고 요청했다. 오사와의 후임으로 우에다가 1995년에 취임할 당시에는 오코소가 직간접적으로 요청하여 오너 인사에 가까운 방식으로 결정했다.
3. ↑  이러한 심판에 대한 거친 항의와 퇴장 처분에 불응하는 행동은 선수들을 고무시키기 위해 고의로 과장하여 실행에 옮겼다고 한다. 《용사의 스타디움》(닛폰 TV)에서 히로세 데쓰로와 함께 출연했을 때 퇴장 처분을 받은 직후에는 상당히 격앙돼 있었지만 벤치로 물러난 순간에는 차분해져 ‘이 정도면 괜찮냐?’라고 웃음지며 묻는 모습을 히로세에게서 폭로당해 ‘진심으로 말해줘선 안 된다’라고 부끄러워하면서 대답했던 것으로 알려졌다.
4. ↑  현재는 위협구를 두 번 던지면 투수 쪽에서 즉시 퇴장당하지만 당시에 이 규정은 없었다.
5. ↑  이를 보여주듯 TV 아사히 계열에서 방송된 1994년 올스타전 1차전(세이부 라이온스 구장)에서는 양팀 벤치에 카메라가 설치돼 있었지만 퍼시픽 올스타팀측 벤치 중계에서는 모리와 오사와가 다정하게 이야기를 나누는 모습이 카메라에 고스란히 담겼다.
6. ↑  난카이는 이에 대해 노무라만을 특정해서 가리키고 있는지, 쓰루오카 이후의 모든 감독들을 가리키고 있는지는 알 수 없다.

### 출전
1. ↑  “NHKアーカイブス NHK映像ファイル あの人に会いたい”. 2014년 5월 21일에 원본 문서에서 보존된 문서. 2024년 3월 26일에 확인함.
2. ↑  《TV 스타 명감 2011》(2010년, 도쿄 뉴스 통신사 발행)에 게재된 사망자 목록
3. 1 2  サンデー毎日1981年11月29日号「ザ・ふぇいす ケンカ人生 『来年こそ巨人をぶちのめせ』」p42-p46
4. ↑  오사와 게이지 1985, 11쪽.
5. 1 2  오사와 게이지 1985, 29쪽.
6. ↑  週刊ベースボール1971年8月30日号107頁「豪球対談」大沢啓二・丹下キヨ子
7. ↑  오사와 게이지 1985, 31쪽.
8. ↑  오사와 게이지 1985, 35쪽.
9. ↑  오사와 게이지 1985, 38쪽.
10. ↑  오사와 게이지 1985, 45-46쪽.
11. ↑  오사와 게이지 1985, 52-53쪽.
12. 1 2  프로 야구 삼국지 1992, 120쪽.
13. ↑  오사와 게이지 1985, 63-64쪽.
14. ↑  오사와 게이지 1985, 69쪽.
15. 1 2  오사와 게이지 1985, 70쪽.
16. ↑  오사와 게이지 1994, 107-108쪽.
17. 1 2 3  人事興信録第45版お115
18. ↑  오사와 게이지 1996, 39쪽.
19. ↑  오사와 게이지 1996, 35쪽.
20. ↑  오사와 게이지 1996, 37쪽.
21. ↑  오사와 게이지 1996, 38쪽.
22. ↑  오사와 게이지 1996, 57쪽.
23. ↑  오사와 게이지 1996, 58쪽.
24. ↑  広瀬叔功著、南海ホークス ナンバ栄光と哀しみの故郷 (追憶の球団) 、ベースボールマガジン社、2014年、p48
25. ↑  오사와 게이지 1996, 80쪽.
26. ↑  職業野球人・大沢啓二4.尾張メモ - 스포니치아넥스
27. ↑  職業野球人・大沢啓二7.元祖親分と魔術師が認めたスーパーサブ - 스포니치아넥스
28. ↑  よみがえる1958-69年のプロ野球 別冊ベースボール Part2 1959年編（ベースボール・マガジン社、2023年4月刊）p48
29. ↑  오사와 게이지 1996, 84쪽.
30. ↑  오사와 게이지 1996, 90쪽.
31. ↑  오사와 게이지 1996, 94쪽.
32. ↑  오사와 게이지 1996, 101쪽.
33. ↑  『野球小僧 12月号 2011』白夜書房、p.174
34. 1 2  “日めくりプロ野球4月 【4月13日】1969年（昭44） 世界初の代走屋・飯島秀雄 デビュー戦で初盗塁”. 《스포츠 닛폰》. 2008년 4월 7일. 2018년 2월 17일에 확인함.
35. 1 2  宇佐美徹也『プロ野球記録大鑑 <昭和11年 - 平成4年>』講談社、1993年、p.716
36. ↑  読売新聞1971年7月24日11面「農人ロッテ監督更迭 後任には大沢二軍監督」読売新聞1971年7月p
37. ↑  読売新聞1971年8月2日11面「ロッテの巨砲大当たり あえぐ阪急、無残な8連敗 粘った粘った-『0差』」読売新聞1971年8月p39
38. ↑  読売新聞1971年8月4日11面「大沢監督、異例の5年契約」読売新聞1971年8月p93
39. ↑  濃厚になった大沢啓二から金田正一へのロッテ監督交代劇／週べ回顧1972年編 - 週刊ベースボールONLINE、2021年5月6日配信、ベースボール・マガジン社。
40. ↑  프로 야구 삼국지 1992, 123쪽.
41. 1 2 3 4 5 6 7 8 9 10 11 12  ファイターズ50年史(B.B.MOOK1651)、ベースボール・マガジン社、2024年、66-67頁
42. ↑  ファイターズ50年史(B.B.MOOK1651)、118頁
43. ↑  スポーツニッポン、江夏豊の我が道、2023年3月28日、「優勝請負人」広島から日本ハム、11版
44. ↑  오사와 게이지 1996, 176쪽.
45. ↑  読む野球－9回勝負－No.8、2015年、P80、主婦の友社
46. ↑  오사와 게이지 1996, 186-187쪽.
47. ↑  “球史に残る「ダメ監督」!?　短期間で辞任や解任に追い込まれた“悲運の将”列伝”. デイリー新潮. 2024년 11월 20일. 2024년 11월 23일에 확인함.
48. ↑  오사와 게이지 1996, 188-189쪽.
49. ↑  https://web.archive.org/web/20101010034530/http://www.fighters.co.jp/news/detail/1632.html
50. ↑  スポーツニッポン2016年7月30日村上雅則の我が道
51. 1 2 3  오사와 게이지(1996), p.217-218
52. ↑  오사와 게이지 1996, 219쪽.
53. ↑  오사와 게이지 1996, 220쪽.
54. ↑  ファイターズ50年史(B.B.MOOK1651)、112頁
55. ↑  오사와 게이지 1994, 89쪽.
56. ↑  오사와 게이지 1994, 68쪽.
57. ↑  오사와 게이지 1994, 129-130쪽.
58. ↑  오사와 게이지 1996, 246쪽.
59. ↑  森麻季 (2017년 5월 19일). 〈私、絶対にアナウンサーになる〉. 《チームで輝ける生き方: アシスト力を磨こう》. プレジデント社. ISBN 9784833422321.
60. ↑  大沢あかね「ひ孫見せたのが最後の孝行」 - 닛칸 스포츠, 2010년 10월 8일
61. ↑  関口宏、張本勲氏が、大沢親分を追悼 보관됨 2010-10-08 - 웨이백 머신 - 데일리 스포츠 online, 2010년 10월 7일
62. ↑  試合前には大沢氏しのんで両軍が黙とう - 스포츠 닛폰, 2010년 10월 9일 확인
63. ↑  마이니치 방송, 2009년 12월 15일 《통쾌! 아카시야전시대》에서
64. ↑  劇団ひとり＆大沢あかね夫妻に第1子の女児誕生 - 오리콘, 2024년 12월 14일 확인
65. ↑  週刊ベースボール1971年8月30日号108頁「豪球対談」大沢啓二/丹下キヨ子
66. 1 2  サンデー毎日1994年11月20日号166～167頁
67. ↑  週刊ベースボール1971年8月30日号110頁「豪球対談」大沢啓二/丹下キヨ子
68. 1 2  『野村克也の目』1982年（昭和57年）10月1日
69. ↑  오사와 게이지 1994, 155-157쪽.
70. ↑  ““優勝請負人”江夏、東京へ　エースと守護神のトレード”. 스포니치아넥스. 2007년 11월. 2015년 12월 8일에 원본 문서에서 보존된 문서. 2010년 10월 12일에 확인함.
71. ↑  【5月29日】1994年（平6）“親分”大沢監督 7度目の退場! 羽交い絞めされてもキック! 日めくりプロ野球 スポーツニッポン 2009年5月
72. ↑  “プロ野球の“退場王”は？ロッテ・井口監督は自身２度目【上位一覧】”. デイリースポーツ online. 2022년 5월 14일. 2022년 6월 24일에 확인함.
73. ↑  週刊ベースボール2024年7月22日号、昭和世代の言い残し、島田誠、66頁
74. ↑  2度目は許さねぇ 大沢啓二監督 竹村一義投手ボコボコに
75. ↑  中畑監督サヨナラ退場、球審に体当たり - 닛칸 스포츠, 2014년 9월 3일
76. ↑  오사와 게이지 1996, 233-236쪽.
77. ↑  週刊ベースボール別冊 よみがえる1990年代のプロ野球 [Part.1] 1994年編 「10.8」最終決戦 ベースボール・マガジン社.2021年.P94
78. ↑  오사와 게이지 1996, 88-89쪽.

## 참고 문헌
- 오사와 게이지 (1985). 《男くせえ 話になるが》 [남자 주제에 말이 되지만]. 衆浩センター.
- 오사와 게이지 (1994). 《男の華》 [남자의 꽃]. スタジオシップ.
- 오사와 게이지 (1996). 《球界無頼 こんな野球をやってきた》 [야구계 무뢰 - 이런 야구를 해 왔다]. 슈에이샤.
- 아리모토 요시아키 (1992). 《プロ野球三国志》 [프로 야구 삼국지]. 마이니치 신문사.